# 史良娣
史良娣（前2世纪？—前91年），名不详，汉武帝时卫太子刘据的妾室，汉宣帝的祖母。史良娣是鲁国（今山东省曲阜市）人，母亲贞君，哥哥史恭。元鼎四年（前113年）为良娣，生子刘进，号史皇孙。太子有太子妃，良娣，孺子，妻、妾共三等，子皆称皇孙。
汉武帝末年，巫蛊事起，卫太子刘据及良娣、史皇孙皆遭害。史皇孙有一子，号皇曾孙刘病已，时生数月，犹坐太子系狱，五岁时遇赦。治狱使者邴吉可怜皇曾孙，托付给史恭。史恭母贞君年老，见外曾孙孤，甚哀，亲自抚养。
后刘病已即位为宣帝。追封祖母为戾后，封史恭长子史高为乐陵侯，史曾为将陵侯，史玄为平台侯，史高子史丹为武阳侯。
新朝皇帝王莽第二任皇后史氏為史良娣之族親。

## 亲属
- 父亲：史□
- 母亲：贞君
- 大哥：史恭
- 丈夫：刘据（死于巫蛊之祸）
- 长子：刘进（死于巫蛊之祸），儿媳：王翁须

## 延伸阅读
[在维基数据编辑]
 《漢書·卷097上》，出自班固《漢書》
 《漢書/卷097下》，出自班固《漢書》